# Filipijns curlingteam (vrouwen)
Het Filipijns curlingteam vertegenwoordigt de Filipijnen in internationale curlingwedstrijden.

## Geschiedenis
De Filipijnse Curlingfederatie werd in 2023 opgericht. Het nationale vrouwenteam debuteerde dat jaar ook op het mondiale curlingtoneel tijdens de tweede editie van het pan-continentaal kampioenschap. De Filipijnen werden vertegenwoordigd door een team onder leiding van skip Donna Umali. De Filipijnen eindigden als vijfde in de B-divisie, en als dertiende in totaal. Ook in 2024 waren de Filipijnen van de partij. Ditmaal eindigde het land onder leiding van skip Kathleen Dubberstein als vierde in de B-divisie en als twaalfde in totaal.

## Filipijnen op het pan-continentaal kampioenschap
| Jaar | Plaats        | Skip                 | WG            | W             | V             | PV            | PT            |
| ---- | ------------- | -------------------- | ------------- | ------------- | ------------- | ------------- | ------------- |
| 2022 | Geen deelname | Geen deelname        | Geen deelname | Geen deelname | Geen deelname | Geen deelname | Geen deelname |
| 2023 | 13            | Donna Umali          | 5             | 1             | 4             | 22            | 58            |
| 2024 | 12            | Kathleen Dubberstein | 9             | 5             | 4             | 74            | 61            |

Andorra · Australië · België · Brazilië · Bulgarije · Canada · China · Chinees Taipei · Denemarken · Duitsland · Engeland · Estland · Filipijnen · Finland · Frankrijk · Groot-Brittannië · Hongarije · Hongkong · Ierland · Italië · Jamaica · Japan · Kazachstan · Kenia · Kroatië · Letland · Litouwen · Luxemburg · Mexico · Nederland · Nieuw-Zeeland · Nigeria · Noorwegen · Oekraïne · Oostenrijk · Polen · Portugal · Qatar · Roemenië · Rusland · Schotland · Servië · Slovenië · Slowakije · Spanje · Thailand · Tsjechië · Tsjecho-Slowakije · Turkije · Verenigde Staten · Wales · Wit-Rusland · Zuid-Korea · Zweden · Zwitserland